# Il Progresso Terapeutico
Il Progresso Terapeutico è stato un annuario pratico-scientifico indirizzato ai medici italiani.

## Storia
Tra la fine dell'Ottocento e l'inizio del secolo successivo vi fu una considerevole produzione editoriale in campo medico, segno inequivocabile dell'evoluzione del progresso scientifico che si stava avverando in quel particolare ramo.
 Il Progresso Terapeutico, pubblicato periodicamente con cadenza annuale sotto forma di agili volumi di aggiornamento su argomenti di medicina - con particolare attenzione alla parte terapeutica - fu edito dal 1897 al 1948.
L'apparato circolatorio-respiratorio fu oggetto delle edizioni 1908, 1909 e 1910; nel 1911 delle malattie dell'apparato digerente, mentre l'anno successivo (1912) trattò dei "nuovi studi riflettenti le malattie del fegato, della milza, del pancreas, del peritoneo e i tumori addominali". Si occupò anche di farmacologia e farmacoterapia, come nel volume pubblicato nel 1904.
A sottolineare l'intento divulgativo-pratico della pubblicazione, il dott. Alfredo Gagliardi, uno dei curatori-responsabili della collana, nella prefazione dell'edizione del 1911 così scriveva:

Altri curatori furono il dott. G. Salterini e il dott. Amilcare Nascimbene, direttore quest'ultimo per un periodo della "Gazzetta Medica Lombarda". Il Progresso Terapeutico era edito e distribuito dalla casa ungherese di Budapest, Andreas Saxlehner, proprietaria delle fonti e degli stabilimenti dell'acqua minerale Hunyadi Janos, nome ad essa attribuito in onore del famoso condottiero ungherese che nel secolo quindicesimo sconfisse i Turchi e poi divenne Reggente del Regno d'Ungheria. In appendice, pertanto, come è naturale, erano sempre presenti dei capitoli che illustravano e pubblicizzavano i più svariati usi medici della suddetta "acqua purgativa naturale". La pubblicazione dell'annuario proseguì anche dopo la fine  della Prima Guerra Mondiale, sia pur con un impoverimento della brossura editoriale che, dal frontespizio rigido con caratteri in oro prima del conflitto, passò ad una più semplice copertina leggera senza orpelli particolari. La casa editrice restò, sino all'ultimo, la casa ungherese dell'acqua minerale Hunyadi Janos di proprietà degli eredi di Andreas Saxlehner, le cui attività imprenditoriali continuarono dopo la sua  morte, avvenuta nel 1889.